# 1901–1902-es skót labdarúgó-bajnokság (első osztály)
Az 1901–1902-es Scottish Division One volt a 12. alkalommal megrendezett, legmagasabb szintű labdarúgó-bajnokság Skóciában. A szezonban 10 klubcsapat vett részt.
A címvédő a Rangers volt. A bajnokságot újra a Rangers csapata nyerte meg.

## Tabella
| Hely. | Csapat              | M  | Gy | D | V  | G+ | G– | Gk  | P  | Továbbjutás vagy kiesés |
| ----- | ------------------- | -- | -- | - | -- | -- | -- | --- | -- | ----------------------- |
| 1.    | Rangers             | 18 | 13 | 2 | 3  | 43 | 29 | +14 | 28 | A szezon bajnoka        |
| 2.    | Celtic              | 18 | 11 | 4 | 3  | 38 | 28 | +10 | 26 |                         |
| 3.    | Heart of Midlothian | 18 | 10 | 2 | 6  | 32 | 21 | +11 | 22 |                         |
| 4.    | Third Lanark        | 18 | 7  | 5 | 6  | 30 | 26 | +4  | 19 |                         |
| 5.    | St. Mirren          | 18 | 8  | 3 | 7  | 29 | 28 | +1  | 19 |                         |
| 6.    | Hibernian           | 18 | 6  | 4 | 8  | 36 | 24 | +12 | 16 |                         |
| 7.    | Kilmarnock          | 18 | 5  | 6 | 7  | 21 | 25 | −4  | 16 |                         |
| 8.    | Queen's Park        | 18 | 5  | 4 | 9  | 21 | 32 | −11 | 14 |                         |
| 9.    | Dundee              | 18 | 4  | 5 | 9  | 16 | 31 | −15 | 13 |                         |
| 10.   | Greenock Morton     | 18 | 1  | 5 | 12 | 18 | 40 | −22 | 7  |                         |

## Meccstáblázat
| Hazai \ Vendég      | CEL | DND | HOM | HIB | KIL | MOR | QPA | RAN | STM | THI |
| ------------------- | --- | --- | --- | --- | --- | --- | --- | --- | --- | --- |
| Celtic              | —   | 1–1 | 1–2 | 2–2 | 4–2 | 2–1 | 1–0 | 2–4 | 3–1 | 3–2 |
| Dundee              | 2–3 | —   | 2–0 | 1–0 | 0–0 | 0–0 | 2–0 | 0–3 | 1–2 | 1–1 |
| Heart of Midlothian | 2–2 | 4–0 | —   | 2–1 | 3–0 | 3–1 | 1–1 | 0–2 | 2–0 | 4–1 |
| Hibernian           | 1–2 | 5–0 | 1–2 | —   | 5–0 | 1–2 | 8–1 | 2–3 | 1–2 | 2–2 |
| Kilmarnock          | 0–1 | 4–0 | 1–0 | 0–0 | —   | 3–2 | 1–1 | 4–2 | 1–2 | 1–2 |
| Greenock Morton     | 1–2 | 1–4 | 1–3 | 0–2 | 1–1 | —   | 2–2 | 2–3 | 1–3 | 1–4 |
| Queen's Park        | 3–2 | 1–0 | 2–1 | 2–0 | 0–1 | 1–1 | —   | 0–1 | 3–0 | 0–1 |
| Rangers             | 2–2 | 3–1 | 2–1 | 0–2 | 3–2 | 2–1 | 2–1 | —   | 3–2 | 1–4 |
| St. Mirren          | 2–3 | 3–0 | 1–2 | 1–1 | 1–1 | 1–1 | 4–0 | 1–5 | —   | 2–0 |
| Third Lanark        | 0–2 | 0–0 | 2–0 | 1–2 | 0–0 | 4–1 | 4–3 | 2–2 | 0–1 | —   |